# رنسه‌لیر، میسوری
رنسه‌لیر (به انگلیسی: Rensselaer) یک روستا (ایالات متحده آمریکا) در ایالات متحده آمریکا است که در شهرستان رالز، میزوری واقع شده‌است.
 رنسه‌لیر ۵٫۲۰ کیلومتر مربع مساحت و ۲۲۸ نفر جمعیت دارد و ۲۱۳ متر بالاتر از سطح دریا واقع شده‌است.